# Avery John
Avery John (n. Point Fortin, Trinidad y Tobago, 18 de junio de 1975) es un exfutbolista trinitense, que jugaba de defensa y militó en diversos clubes de Estados Unidos e Irlanda.

## Selección nacional
Con la Selección de fútbol de Trinidad y Tobago, disputó 65 partidos internacionales y no anotó goles. Incluso participó con la selección trinitense, en una sola edición de la Copa Mundial. La única participación de John en un mundial, fue en la edición de Alemania 2006. donde su selección quedó eliminado, en la primera fase de la cita de Alemania.

### Participaciones en Copas del Mundo
| Mundial                        | Sede     | Resultado    |
| ------------------------------ | -------- | ------------ |
| Copa Mundial de Fútbol de 2006 | Alemania | Primera Fase |

## Clubes
| Club                   | País           | Año       |
| ---------------------- | -------------- | --------- |
| New Orleans Storm      | Estados Unidos | 1996-1998 |
| Maryland Mania         | Estados Unidos | 1999      |
| Bohemians              | Irlanda        | 1999-2000 |
| Boston Bulldogs        | Estados Unidos | 2000      |
| Shelbourne             | Irlanda        | 2000-2001 |
| Bohemians              | Irlanda        | 2001-2002 |
| Longford Town          | Irlanda        | 2002-2003 |
| New England Revolution | Estados Unidos | 2004-2008 |
| Miami FC               | Estados Unidos | 2008      |
| Washington DC United   | Estados Unidos | 2009      |